# ۵۴۸ (قمری)
۵۴۸ (قمری)، پانصد و چهل و هشتمین سال در گاهشماری هجری قمری است. اول محرم این سال برابر با پنجم آوریل سال ۱۱۵۳ میلادی است.

## وابسته
- فضل بن حسن طبرسی